# Joseph Hooton Taylor, Jr.
Joseph Hooton Taylor, Jr. sinh ngày 29.3.1941 là nhà vật lý thiên văn người Mỹ đã đoạt Giải Nobel Vật lý năm 1993 chung với Russell Alan Hulse "cho công trình phát hiện một sao xung loại mới, một khám phá đã mở ra các khả năng mới cho việc nghiên cứu lực hấp dẫn".

## Tiểu sử
Taylor sinh tại Philadelphia, là con của Joseph Hooton Taylor, Sr., và Sylvia Evans Taylor. Ông học ở trường Moorestown Friends School tại Moorestown, New Jersey, và xuất sắc về toán học. Ông đậu bằng cử nhân vật lý ở Haverford College năm 1963, và bằng tiến sĩ thiên văn học ở Đại học Harvard năm 1968.
Sau một thời gian nghiên cứu ngắn ở Đại học Harvard, Taylor sang làm việc ở Đại học Massachusetts, rồi trở thành giáo sư Thiên văn học và Phó giám đốc Five College Radio Astronomy Observatory (Đài thiên văn vô tuyến 5 trường đại học). Bản luận án tiến sĩ của Taylor đề cập tới các đo lường che khuất Mặt trăng. Vào khoảng thời gian mà ông hoàn tất bản luận án tiến sĩ thì Jocelyn Bell phát hiện ra sao sung vô tuyến đầu tiên bằng kính viễn vọng gần Cambridge, Anh.

## Sự nghiệp
Taylor đã sử dụng các kính viễn vọng của Đài thiên văn vô tuyến quốc gia ở Green Bank, West Virginia, tham gia vào việc phát hiện ra các sao xung đầu tiên ở bên ngoài Cambridge. Từ đó, ông chuyên nghiên cứu mọi khía cạnh vật lý của sao xung. Năm 1974, Hulse và Taylor phát hiện sao xung đầu tiên trong một hệ sao đôi - gọi là PSR B1913+16 theo vị trí của nó trên bầu trời – trong một cuộc khảo sát các sao xung ở Đài thiên văn Arecibo tại Puerto Rico.
Quỹ đạo của hệ thống sao đôi này đang thu hẹp dần vì nó mất năng lượng do phát ra sóng hấp dẫn, khiến cho chu kỳ quỹ đạo của nó tăng tốc độ chút ít. Tỷ lệ thu hẹp có thể được tiên đoán chính xác bởi thuyết tương đối rộng của Albert Einstein. Trong khoảng thời gian 30 năm Taylor và các đồng nghiệp của ông đã thực hiện các việc đo đạc phù hợp với tiên đoán này, chính xác hơn 1%. Đây là lời xác nhận đầu tiên về sự tồn tại của sóng hấp dẫn. Ngày nay, đã có nhiều sao xung đôi được biết đến, và các đo lường độc lập đã xác nhận kết quả của Taylor.
Taylor đã sử dụng sao xung này để thử độ chính xác cao của thuyết tương đối rộng. Làm việc với đồng nghiệp Joel Weisberg, Taylor đã dùng các quan sát sao xung này để chứng minh sự tồn tại của sóng hấp dẫn về giá trị và với các đặc tính mà Albert Einstein đã tiên đoán đầu tiên.
Taylor và Hulse đã được trao chung Giải Nobel Vật lý năm 1993 cho công trình phát hiện trên.
Năm 1980, ông chuyển sang Đại học Princeton làm giáo sư Vật lý học. Ông cũng làm khoa trưởng Phân khoa Vật lý trong 6 năm. Năm 2006, ông nghỉ hưu.

## Giải thưởng và Vinh dự
- Giải Vật lý thiên văn Dannie Heineman (1980)
- Viện sĩ Viện hàn lâm Khoa học và Nghệ thuật Hoa Kỳ (1982)[2]
- Huy chương Henry Draper (1985)[3]
- Giải Tomalla (1987)
- Magellanic Premium (1990)
- Huy chương Albert Einstein (1991)
- Giải John J. Carty cho thăng tiến Khoa học (Vật lý) của Viện hàn lâm Khoa học quốc gia Hoa Kỳ (1991) (physics)[4]
- Giải Wolf Vật lý (1992)
- Giải Nobel Vật lý (1993)
- Huy chương Karl Schwarzschild (1997)